# Dinah Eckerle
Dinah Eckerle (* 16. Oktober 1995 in Leonberg) ist eine ehemalige deutsche Handballtorhüterin. Sie wurde in Deutschland zur Handballerin des Jahres 2020 gewählt.

## Karriere

### Verein
Die 1,70 m große Torhüterin spielte in der Jugend bei der GSV Hemmingen (2003–2008) und den TSF Ditzingen (2008–2009). Auf Anfrage wechselte die damals 14-Jährige 2009 zum Thüringer HC. In Erfurt besuchte sie das Pierre-de-Coubertin-Gymnasium. Im Sommer 2011 holte sie Trainer Herbert Müller ins Bundesliga-Team des Thüringer HC. In der Saison 2011/12 war Dinah Eckerle die Nummer zwei im Tor (hinter Maike März) des Thüringer HC, nachdem Adriana Stefani Gava ihren Vertrag auflöste und nach Brasilien zurückkehrte. Gleichzeitig war sie die jüngste Spielerin in der Handball-Bundesliga. Ihr Debüt feierte sie am 16. November 2011 gegen die HSG Bad Wildungen. Im Jahr 2012 gewann sie mit dem THC ihre erste Deutsche Meisterschaft. Nach der Verpflichtung der serbischen Nationaltorhüterin Katarina Tomašević, die einen Einjahresvertrag unterschrieb, war Dinah Eckerle in der Saison 2012/13 die Nummer 3 im Tor des THC. Mit der Verpflichtung von Jana Krause startete Dinah Eckerle auch als Nummer 3 in die Saison 2013/14. In der Saison 2014/15 gewann sie mit dem Thüringer HC ihre vierte Deutsche Meisterschaft als Nummer 2 im Tor neben Jana Krause. Ab der Saison 2018/19 stand sie beim SG BBM Bietigheim unter Vertrag. Im Sommer 2020 wechselte sie zum ungarischen Erstligisten Siófok KC. Ende Oktober 2020 wurde ihr Vertrag in beiderseitigem Einverständnis aufgelöst. Anschließend schloss sich Eckerle dem französischen Erstligisten Metz Handball an. Im Sommer 2021 wechselte sie zum dänischen Erstligisten Team Esbjerg. Mit Esbjerg gewann sie 2021 den dänischen Pokal. Ab dem August 2022 pausierte sie schwangerschaftsbedingt. Im Sommer 2023 kehrte sie zum Thüringer HC zurück. Nach der Saison 2024/25 beendete sie ihre Karriere.

### Nationalmannschaft
Eckerle nahm mit der deutschen U20-Nationalmannschaft an der U20-Weltmeisterschaft 2014 teil, wo sie in das Allstar-Team gewählt wurde. Sie gab am 25. November 2015 in Leipzig ihr Debüt für die deutsche Frauen-Nationalmannschaft gegen Polen.
Nach den Olympischen Sommerspielen 2024, bei denen sie als dritte Torhüterin nicht zum Einsatz kam, beendete Eckerle im August 2024 ihre Karriere in der Nationalmannschaft. Sie absolvierte 79 Spiele, in denen sie drei Tore erzielte.

## Sportliche Erfolge
- 6. Platz Schülerweltmeisterschaft 2010
- 10. Platz Jugendeuropameisterschaft 2011
- 3. Platz Deutsche Meisterschaft 2011
- Deutsche Meisterschaft 2012, 2013, 2014, 2015, 2016, 2018, 2019
- DHB-Pokal 2013
- Dänischer Pokal 2021
- EHF European League 2025

## Sonstiges
Dinah Eckerle absolviert den Bachelor-Studiengang „Sportbusiness Management“ an der IST-Hochschule für Management.